# クロム・クルアハ

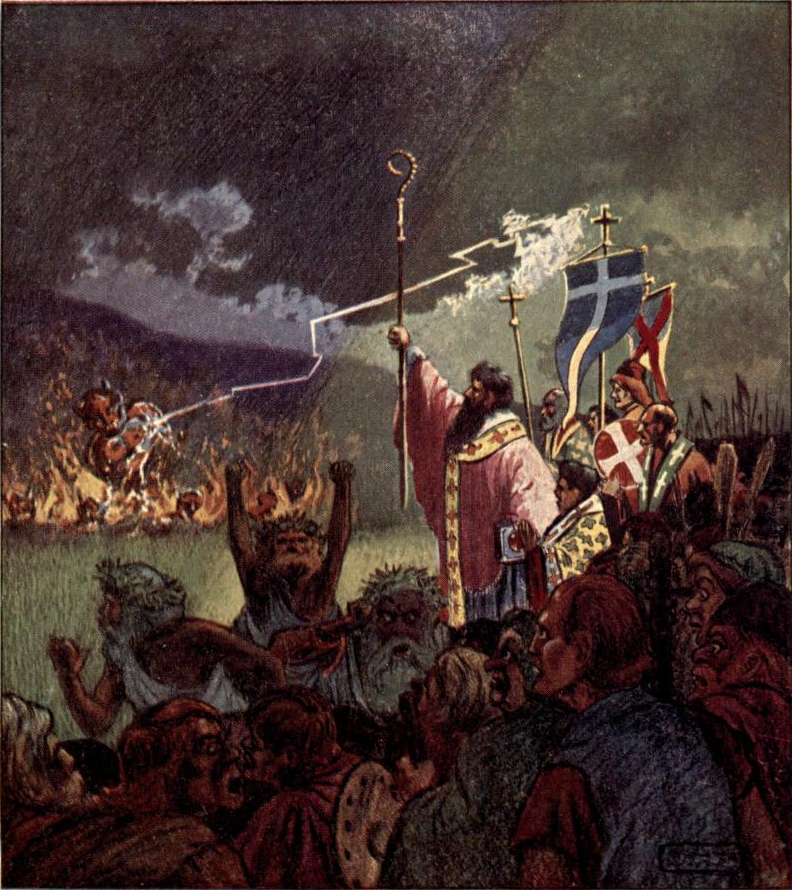
クロム・クルアハと周囲の12の像を破壊する聖パトリック。ジョン・インズによる挿絵

クロム・クルアハ（Crom Cruach）は、アイルランドで信仰されていたとされる戦いと死と太陽の神。人身御供を捧げる儀式が行われていたとされる。偽史書である『アイルランド来寇の書』はミレー族がこの神を信仰していたとする。息子はClonnach。クロム・ドーはこの神を元にエウヘメリズムによって創りだされた架空の人物であり、Clonnachはこのクロム・ドーの息子だともされる。
尾島 (1981, p. 34)は「忌わしい三日月」という和名を与えている。

## 概要
伝説上の王ティゲルンワスは、アイルランドを統一したミレー族のエーレウォーンの玄孫にあたる。『来寇の書』には彼が王として成した功績が並べ上げられているが、その治世の最後、彼はサウインの夜に自ら開いた大集会において四分の三の同胞たちと共に死亡し、伝説から姿を消す。稿本によってはこの集会はクロム・クルアハを崇めるための物であったとしている
。この事件が由来となって集会が開かれた場所はマグ・シュレーフト（礼拝の平原）と名付けられた。
『三部作パトリック伝』もこの神について言及している。マグ・シュレーフトに建てられたクロム・クルアハの像は金と銀で覆われており、その周囲には黄銅で覆われた12の像が配置されていた。聖パトリックはクロム・クルアハの偶像を破壊し、信仰を禁じたという。
この神の名から付けられた地名に、北アイルランド・ファーマナ県のクロム・クルーイック・ウェイや、オーストラリア・ワールンバングル国立公園のセン・クルーイック山がある。

## 現代に残る痕跡
コーク県のマーケットタウンマクルームの名の由来には諸説があるが、その中の一つにこの神に由来するとする物がある。
マカリスターによれば、イギリスやアメリカのブギーマンの一種、ブラッディーボーンズ（ローヘッドとも）はこのクロム・クロアハが形を変えて伝わった物である。クロム・クロアハという名には「骨」を意味する言葉は含まれていないが、これについてはcromをcnámh（骨）と取り違えて訳したものであると説明されている。

## 注
1. ↑  マルカル 2001, p. 62.
2. ↑  尾島 1981, p. 34.
3. 1 2  MacKillop 2004"Clonnach"
4. ↑  “Crom Dubh - Oxford Reference”.   Oxford University Press. 2015年11月26日閲覧。
5. ↑  
『アイルランド王国年代記（英語版）』においては紀元前1544年、『アイルランド史（英語版）』では紀元前1159年。
6. ↑  デイヴィス (2006, p. 113)はティゲルンワスの死因を「熱狂的な騒ぎに巻き込まれた」ためとしている。
7. ↑  Macalister 1956, p. 203
8. ↑  別宮訳(デイヴィス 2006, p. 113)
9. ↑  Macalister 1956, pp. 203, 209
10. ↑  ここではCenn Cruiachとされる。
11. ↑  Strokes 1887, pp. 91–93
12. ↑  Crom Cruaich Way. 北緯54度17分57秒 西経7度52分20秒 / 北緯54.299159度 西経7.872187度
13. ↑  Mount Cenn Cruaich. 南緯31度19分54秒 東経149度01分04秒 / 南緯31.331667度 東経149.017778度
14. ↑  Historic Places around Macroom - マクルーム公式サイト
15. ↑  Macalister 1935, p. 69.